# Jon B
Jonathan David Buck é um cantor, compositor e produtor americano. Seu álbum de estreia, Bonafide, conquistou platina e se tornou o favorito do falecido rapper Tupac Shakur.

## Introdução no ramo musical
Nascido em Providence, Rhode Island, e criado em Altadena, Califórnia, Estados Unidos, Buck vem de uma família musical, sendo seu pai, David, professor de música, sua mãe, Linda, uma pianista de concertos e seus irmãos, Deborah e Kevin, violinista e violoncelista respectivamente. Em 1992, Jon B. estava comprando demos, quando chamou a atenção de Tracey Edmonds, então presidente e CEO da Yab-Yum Records.

## Carreira
As primeiras influências de Jon B. como músico incluem: Duran Duran, INXS, Marvin Gaye, Michael Jackson, Babyface, Prince e Sade. Ele passou o verão depois do ensino médio escrevendo, produzindo e gravando músicas. Gravou 40 músicas e começou a fazer turnês nas principais gravadoras.

### 1994–97:BonafideeCool Relax
Jon B., antes de sua ascensão à fama, costumava ser compositor e escreveu músicas para After 7, Toni Braxton, Michael Jackson, Color Me Badd, the Spice Girls, entre outros. A popularidade de Jon B. começou em meados dos anos 90, ele lançou seu primeiro álbum de estúdio em 1995, intitulado Bonafide, álbum que gerou o sucesso popular e teve como indicado ao Grammy o seu single "Someone to Love", que contou com o artista vencedor do Grammy, Babyface. O álbum foi um sucesso comercial ao ganhar platina,vendendo mais de 1 milhão de cópias.
Ele lançou seu segundo álbum de estúdio, Cool Relax em 1997. O álbum gerou o top 10 single "They don't know" e outros dois hits do top 20, um com Tupac Shakur. Cool Relax recebeu críticas positivas de críticos de música e é o seu álbum de maior sucesso comercialmente, tendo sido certificado como Platina duas vezes pela RIAA.
Enquanto estava em turnê promovendo o Cool Relax , ele formou um grupo com dois de seus cantores, Dominiquinn e Silky Deluxe, chamados de Jack Herrera coletivamente. Um álbum completo, intitulado Retro Futuristo , foi montado, mas nunca lançado oficialmente.

## Discografia

### Álbuns de estúdio
| Ano  | Álbum                          | Posições nas paradas | Posições nas paradas | Certificação   |
| Ano  | Álbum                          | U.S. 200             | U.S. R&B             | Certificação   |
| ---- | ------------------------------ | -------------------- | -------------------- | -------------- |
| 1995 | Bonafide                       | 79                   | 24                   | US: Platina    |
| 1997 | Cool Relax                     | 33                   | 5                    | US: 2x Platina |
| 2001 | Pleasures U Like               | 6                    | 3                    | US: Platina    |
| 2004 | Stronger Everyday              | 140                  | 17                   | -              |
| 2006 | Holiday Wishes: From Me to You | -                    | -                    | -              |
| 2008 | Helpless Romantic              | 109                  | 11                   | -              |
| 2012 | Comfortable Swagg              | -                    | -                    | -              |

### Compilações
- 1999: Love Hurts
- 2002: Are U Still Down: Greatest Hits
- 2013: B-Sides Collection

### Mixtapes
- 2013: Digital Dynasty R&B 3[4]

### Singles
| Ano  | Canção                                 | U.S. Hot 100 | U.S. R&B | Paradas no Reino Unido | Álbum             |  |
| ---- | -------------------------------------- | ------------ | -------- | ---------------------- | ----------------- |  |
| 1995 | "Someone to Love" (featuring Babyface) | 10           | 7        | 112                    | Bonafide          |  |
| 1995 | "Pretty Girl"                          | 25           | 9        | 78                     | Bonafide          |  |
| 1996 | "Isn't It Scary"                       | —            | —        | —                      | Bonafide          |  |
| 1997 | "Don't Say"                            | 68           | 34       | —                      | Cool Relax        |  |
| 1998 | "Are U Still Down" (featuring 2Pac)    | 29           | 2        | —                      | Cool Relax        |  |
| 1998 | "They Don't Know"                      | 7            | 2        | 32                     | Cool Relax        |  |
| 1998 | "I Do (Whatcha Say Boo)"               | 117          | 18       | —                      | Cool Relax        |  |
| 1998 | "Cool Relax"                           | —            | —        | —                      | Cool Relax        |  |
| 2001 | "Don't Talk"                           | 58           | 21       | 29                     | Pleasures U Like  |  |
| 2004 | "Lately"                               | —            | —        | 68                     | Stronger Everyday |  |
| 2004 | "Everytime"                            | —            | —        | 193                    | Stronger Everyday |  |
| 2008 | "Ooh So Sexy" (featuring Paul Wall)    | —            | —        | —                      | Helpless Romantic |  |
| 2008 | "Helpless Romantic"                    | —            | 25       | —                      | Helpless Romantic |  |
| 2012 | "Only One"                             | —            | —        | —                      | Comfortable Swagg |  |
| 2012 | "Comfortable Swagg"                    | —            | —        | —                      | Comfortable Swagg |  |
| 2019 | "Understand" (featuring Donell Jones)  | —            | —        | —                      | ASA               |  |
| 2019 | "Priceless"                            | —            | —        | —                      | ASA               |  |
| 2023 | "Waiting On You"                       | —            | —        | —                      |                   |  |

## Prêmios e indicações
| Ano  | Premiação                                                                                                 |
| ---- | --- |
| 1995 | Grammy Award indicado a Melhor Colaboração Pop Com Vocais para "Someone to Love"                          |
| 1998 | Billboard Music Awards indicado a Top Artistas de R&B                                                     |
| 1998 | Billboard Music Awards indicado a Top Artistas de R&B - Masculino                                         |
| 1998 | Billboard Music Awards indicado a Top Hot Singles de R&B para "They Don't Know/Are U Still Down"          |
| 1998 | Billboard Music Award indicado a Top Hot Singles de Artistas de R&B                                       |
| 1998 | Billboard Music Award indicado a Top Hot Singles de Artistas de R&B - Masculino                           |
| 1998 | Billboard Music Award indicado a Top Hot Vendas de Singles de R&B para "They Don't Know/Are U Still Down" |
| 1998 | Soul Train Music Award indicado a Melhor Single de Artista Homem para "They Don't Know/Are U Still Down"  |